# لوغان كامبل
لوغان كامبل (بالإنجليزية: Logan Campbell)‏ هو لاعب تايكوندو نيوزلندي، ولد في 7 يونيو 1986 في نيوزيلندا.

## وصلات خارجية
- لوغان كامبل على موقع أوليمبيديا (الإنجليزية)
- لوغان كامبل على موقع اللجنة الأولمبية النيوزيلندية (الإنجليزية)